# Sal vermelho de Roussin
O sal vermelho de Roussin ou tetranitrosil-di-μ-sulfidodiferrato(Fe-Fe)(2–) de potássio é o composto inorgânico com a fórmula química  K2[Fe2S2(NO)4]. Este complexo de nitrosila metálica foi descrito pela primeira vez pelo químico francês Zacharie Roussin em 1858, tornando-o um dos primeiros aglomerados sintéticos de ferro-enxofre produzidos. O termo "sal vermelho de Roussin" geralmente se refere ao sal de potássio, embora outros sais do mesmo ânion complexo também possam ser referidos como "sais vermelhos de Roussin".

## Estrutura e Ligação

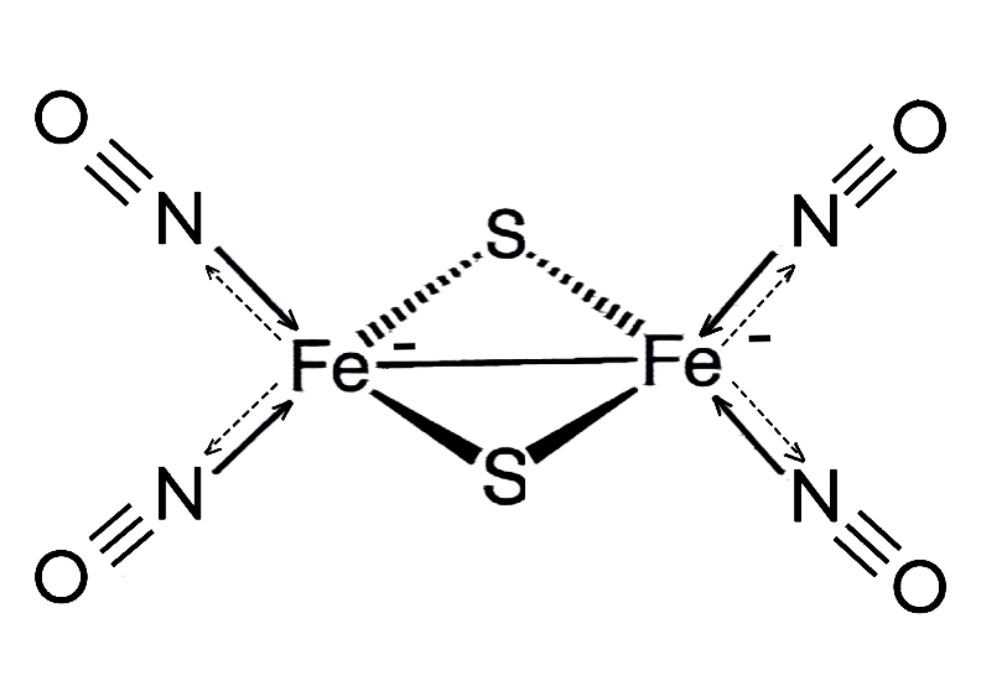
Estrutura do complexo

O ânion do sal vermelho de Roussin é um bitetraedro com borda compartilhada, em que um par de unidades de Fe(NO)2 são ligadas por um par de ligantes de sulfeto. As ligações Fe-NO são lineares, indicando que o NO está agindo como um doador de três elétrons.  O composto diamagnético obedece à regra dos 18 elétrons. A cor vermelha escura do complexo é atribuída a uma série de interações de transferência de carga entre o íon de ferro e os ligantes nitrosila.
O complexo possui uma estrutura um tanto incomum, contendo uma ligação covalente direta entre os dois átomos de ferro, que está apresentando um estado de oxidação incomum de -1 neste complexo. Todos os elétrons estão emparelhados, tornando esse composto diamagnético.
A razão desse estado de oxidação tão incomum se deve à ligação covalente entre os átomos de Fe e principalmente pelo modo de ligação entre o ferro e os grupos nitrosila (NO), que formam um tipo de complexo conhecido como complexo de retrodoação pi ou backbonding, nos quais, além da ligação coordenada do ligante para o íon metálico, também há uma ligação pi secundária, mais fraca, do metal para o ligante. Tal situação tende a estabilizar o íon metálico em estados de oxidação mais baixos, por vezes incomuns para o elemento em questão. Ligantes do tipo incluem o monóxido de carbono, monóxido de nitrogênio / nitrosônio (NO+), cianeto, isocianetos, fosfinas, entre outros. O íon NO+ se liga aos centros metálicos de um modo semelhante ao CO, uma vez que ambos os ligantes são isoeletrônicos. No entanto, o NO neutro possui um elétron a mais do que o CO. Ao se ligar ao centro de ferro neste complexo, o grupo NO assume uma confirmação linear, o que confirma que ele está presente como o íon  NO+. Para tal, o NO neutro precisa "empurrar" seu elétron extra para o átomo do metal, forçando-o a assumir um estado de oxidação uma unidade mais baixo do que o metal teria se estivesse ligado a CO ou a NO+ (no caso deste composto especificamente, esse estado de oxidação acaba se tornando negativo). São conhecidos também outros complexos nitrosílicos como o [Fe(CO)2(NO)2] no qual o Fe possui nox -2.

## Síntese

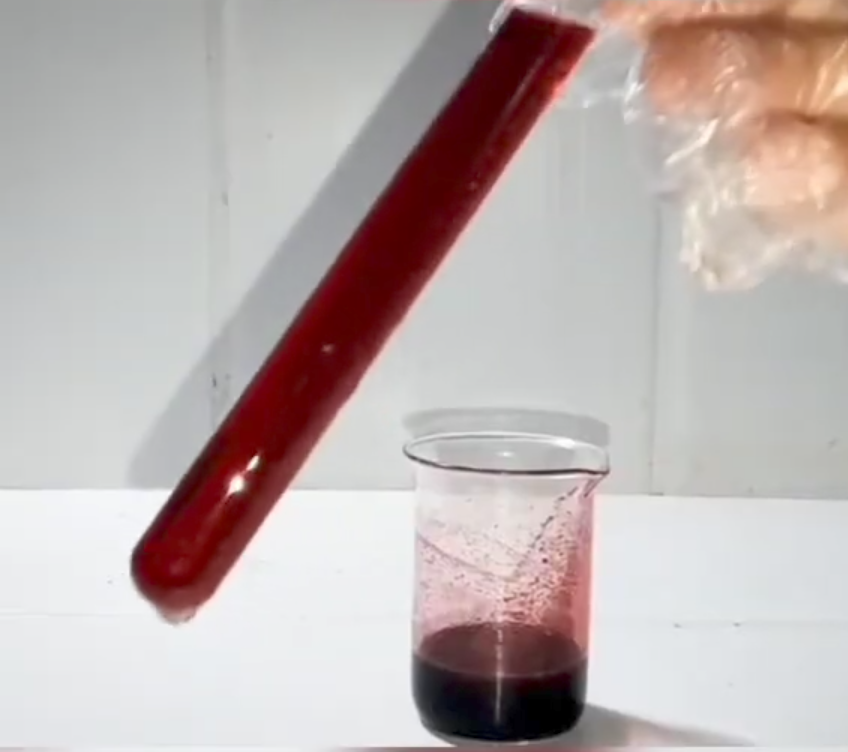
Solução do sal vermelho de Roussin de sódio (Na_{2}[Fe_{2}S_{2}(NO)_{4}]) recém-preparado.

O químico francês Z. Roussin preparou este sal pela primeira vez enquanto investigava as reações entre o íon nitroprussiato ([Fe(CN)5NO]2−) e o enxofre.
Conforme descrito pelo próprio Z. Roussin, este composto pode ser preparado a partir da mistura de uma solução de sulfeto solúvel (como sulfetos de sódio, potássio e amônio) com nitrito de potássio, seguida da adição lenta e cuidadosa de uma solução de um sal de ferro (como FeCl3 ou FeSO4) gota a gota sob intensa agitação. Um precipitado preto de FeS se desenvolve, o qual, após ebulição da mistura por vários minutos, irá se dissolver com a formação do sal vermelho de Roussin.
O sal também pode ser preparado pela reação de sais de sulfeto com haletos de nitrosila de ferro: 

[Fe2I2(NO)4] + 2K2S → K2[Fe2S2(NO)4] + 2KI

Outra forma de obter o sal vermelho de Roussin é alcalinizar uma solução do composto relacionado sal preto de Roussin, NH4[Fe4S3(NO)7], usando uma base adequada:
2NH4[Fe4S3(NO)7] + 6KOH → 3K2[Fe2S2(NO)4] + 2Fe(OH)2 + 2NH4OH + 2NO

Outro procedimento de obtenção (no caso, do sal de sódio relacionado) consiste em reagir nitrito de sódio, ácido ascórbico, sulfato ferroso, sulfeto de sódio e hidróxido de sódio nesta ordem. O ácido ascórbico atua tanto como acidulante quanto como agente redutor, convertendo o nitrito em ácido nitroso e depois reduzindo-o a monóxido de nitrogênio, que então se ligará aos íons de ferro formando complexos nitrosila, que reagirão com o sulfeto em meio básico dando o sal vermelho de Roussin.[carece de fontes?]
2FeSO4 + 4HNO2 + 3C6H8O6 + 2Na2S + 2NaOH → Na2[Fe2S2(NO)4] + 3C6H6O6 + 2Na2SO4 + 6H2O

Para obter os “ésteres”, o sal é alquilado:
[K2Fe2S2(NO)4] +  2 R–X   →   [Fe2(S–R)2(NO)4] + 2KX
Os "ésteres" também podem ser facilmente preparados a partir da reação do [Fe2I2(NO)4] com um tiol ou com um composto tal como o tiossulfato.

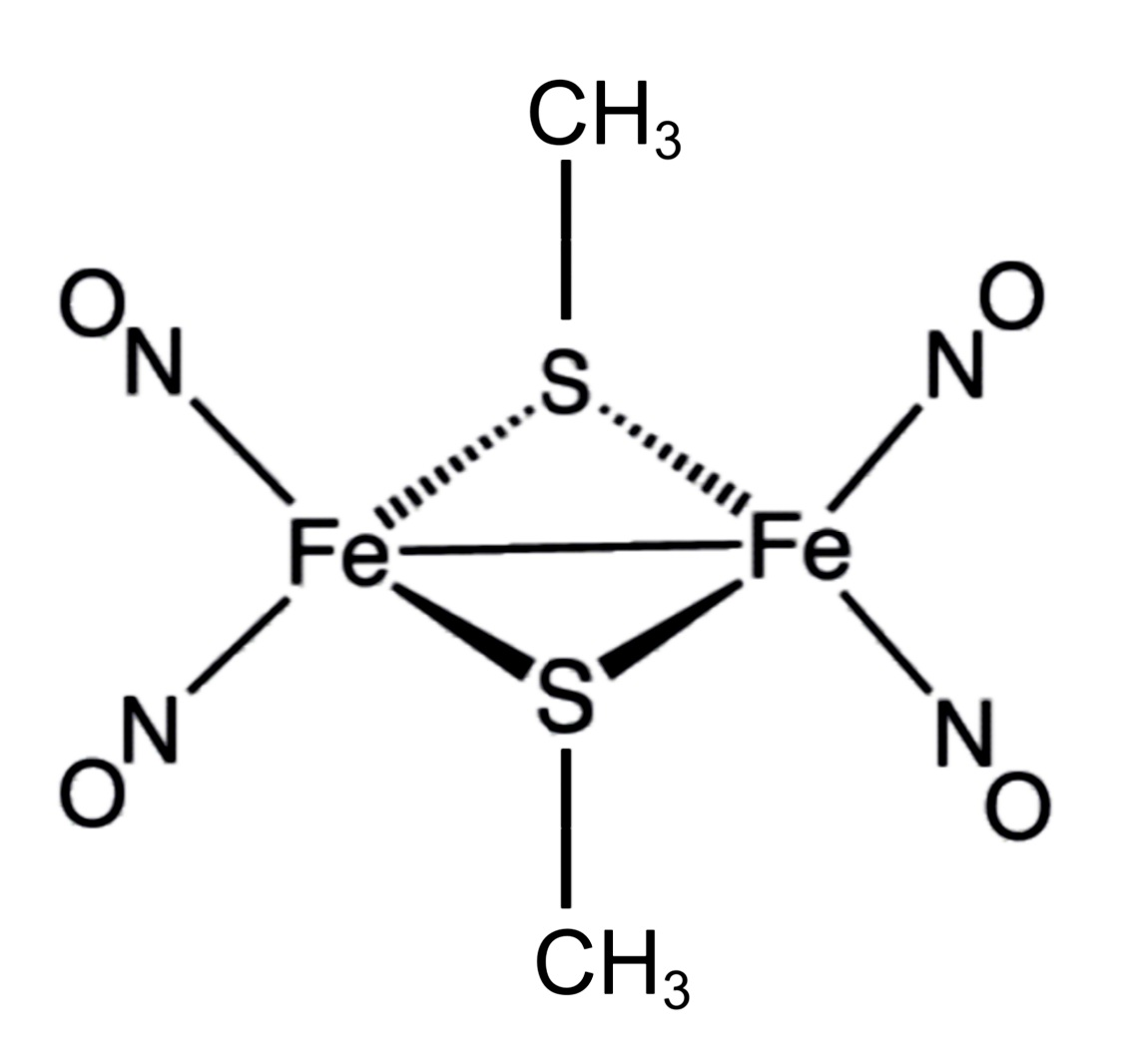
Um exemplo de um "éster" do sal vermelho de Roussin (derivado metílico).

[Fe2I2(NO)4] + 2R–S-Na+ → [Fe2(R–S)2(NO)4] + 2NaI

## Propriedades[7]
O sal vermelho de Roussin de potássio é um composto de cor vermelha escura, por vezes quase preta no estado sólido, com um certo brilho metálico, assemelhando-se um pouco ao iodo. Cristaliza na forma de agulhas ou de cristais prismáticos oblíquos em forma de losango (monoclínicos), os quais são bastante densos. É moderadamente solúvel em água à temperatura ambiente, sendo mais solúvel em água quente e menos em água fria, da qual pode cristalizar. É termicamente estável até cerca de 115°C, quando começa a se decompor liberando NO, FeS e outros compostos. Também é fotossensível, sofrendo decomposição por exposição à luz, especialmente quando dissolvido. Também é descrito como tendo um sabor um tanto amargo.
O sal vermelho de Roussin é muito solúvel em etanol, metanol, ácido acético glacial, álcool amílico e especialmente em éter dietílico, e ligeiramente solúvel em solventes hidrocarbonetos, como o hexano. É praticamente insolúvel em clorofórmio e dissulfeto de carbono, a menos que estes contenham éter etílico ou etanol.
O composto é estável em solução básica, mas rapidamente se decompõe em solução ácida, formando o sal preto em meio levemente ácido, ou sendo completamente decomposto em um sal de ferro, H2S e NO na presença de ácidos fortes. 

## Fotossensibilidade
O sal vermelho de Roussin é fotossensível, sofrendo decomposição quando exposto à luz, produzindo o sal preto de Roussin e liberando NO gasoso.
Na ausência de ar, a reação é reversível, com o monóxido de nitrogênio recombinando com o sal negro para reformar o sal vermelho. No entanto, na presença do oxigênio do ar, o NO é oxidado a NO2, tornando a reação irreversível.
Tratando-se o sal preto com base, também se regenera o sal vermelho, com precipitação de alguns hidróxidos de ferro.

## Ocorrência e aplicações potenciais
É encontrado na natureza como seus “ésteres” com a fórmula [Fe2(S-R)2(NO)4], onde “R” é qualquer grupo alquil. Tais compostos se formam a partir da reação do monóxido de nitrogênio produzido biologicamente e os clusters de ferro-enxofre presentes em algumas proteínas e enzimas. Além disso, o sal vermelho de Roussin é discutido nas áreas de microbiologia e ciência de alimentos devido às suas propriedades mutagênicas.
O sal vermelho de Roussin e compostos relacionados (como os "ésteres de Roussin" e o sal preto de Roussin) despertam bastante interesse na comunidade científica devido às suas propriedades. Estas compostos possuem estruturas semelhantes aos clusters de ferro-enxofre encontrados em muitas proteínas e enzimas importantes que efetuam reações redox nos organismos. Exemplos de tais proteínas de ferro-enxofre incluem as ferredoxinas, importantes transportadores de elétrons na fotossíntese, e a nitrogenase, uma enzima envolvida na fixação do nitrogênio em certas bactérias. Devido a isso, esses sais foram avaliados como modelos para esses complexos das enzimas. Além disso, o sal vermelho de Roussin é discutido nos campos de microbiologia e seu uso potencial na conservação de alimentos, devido às suas propriedades antibacterianas e por ser praticamente não-tóxico.
Os derivados ésteres estão sendo investigados como doadores de óxido nítrico em biologia e medicina, devido à toxicidade relativamente baixa e boa estabilidade do sal vermelho de Roussin. A fotodissociação do composto induz a liberação de NO, sensibilizando assim as células-alvo à exposição à radiação.